# روابط مالزی و یونان
روابط مالزی و یونان (انگلیسی: Greece–Malaysia relations) روابط خارجی میان مالزی و یونان است. سفارت یونان در شهر جاکارتا، اندونزی به عنوان سفارت این کشور در مالزی هم انجام وظیفه می‌کند و همین‌طور سفارت مالزی در شهر بخارست، رومانی به عنوان سفارت این کشور در یونان به فعالیت می‌پردازد.یک کنسولگری افتخاری یونان در کوالا لامپور موجود است و به همین ترتیب مالزی یک کنسولگری افتخاری در آتن دارد.

## روابط اقتصادی
یونان ماشین آلات تخصصی، آهن (II)، تنباکو، کالاهای فلزی، داروی تجویزی، کانی و میوه به مالزی صادر کرده و از آن کشور تجهیزات صنعتی، نفت خام، پای‌پوش، کاغذ، لاستیک طبیعی، وسیله نقلیه و تجهیزات مخابرات وارد می‌کند.